# Deutsche Turnmeisterschaften 2021

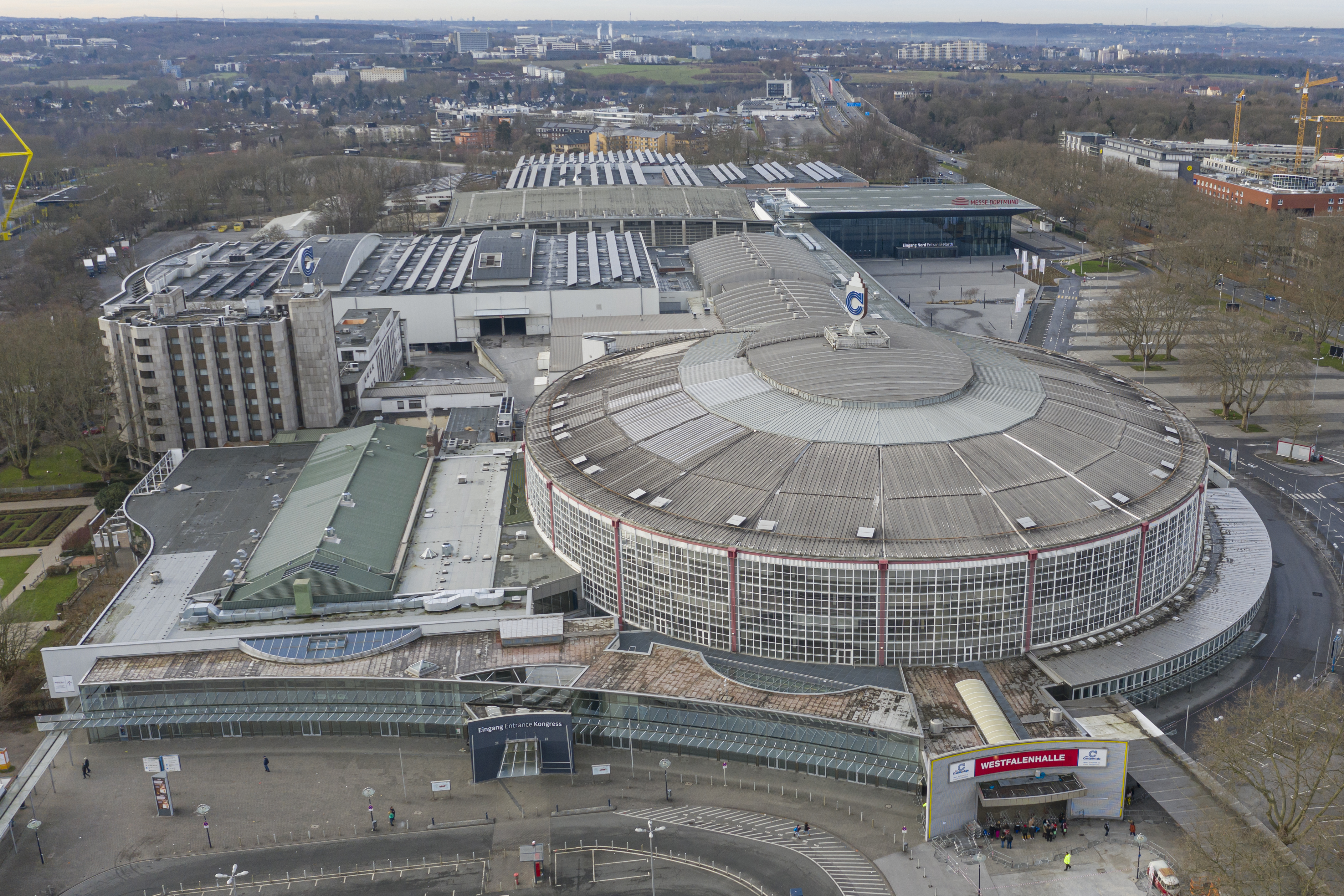
Der Veranstaltungsort in der Westfalenhalle in Dortmund.

Die Deutschen Turnmeisterschaften 2021 fanden vom 3. bis 6. Juni 2021 in der Dortmunder Westfalenhalle erneut im Rahmen der Finals 2021 statt.
Nachdem auf Grund der weltweiten Corona-Pandemie im Jahr 2020 keine Deutschen Turnmeisterschaften ausgetragen wurden, sollte die Titelkämpfe eigentlich anlässlich des 100-jährigen Jubiläums unter dem Titel „Turnen21“ in der Stadt der ersten Meisterschaften, Leipzig, stattfinden, doch auch dies wurde durch die Pandemie verhindert, so dass sich die Veranstalter auf Dortmund als Ausweichstandort festlegten.
Deutscher Mehrkampfmeister der 87. Deutschen Meisterschaften wurde Lukas Dauser, bei den 80. Deutschen Meisterschaften der Damen schrieb Elisabeth Seitz gleich zweimal Geschichte, denn sie gewann nicht nur ihren insgesamt 23. Einzeltitel, sondern auch den 8. Mehrkampftitel, wodurch sie zweimal zur alleinigen Rekordhalterin aufstieg.

## Wettbewerbe der Herren

### Mehrkampf
| Platz | Name                     | Verein                   | LTV | Boden (SG)   | Pauschenpferd (SG) | Ringe (SG)   | Sprung (SG)  | Barren (SG)  | Reck (SG)    | Punkte |
| ----- | ------------------------ | ------------------------ | --- | ------------ | ------------------ | ------------ | ------------ | ------------ | ------------ | ------ |
| 1     | Lukas Dauser             | TSV Unterhaching         | BY  | 13,400 (5,2) | 14,000 (5,3)       | 12,900 (5,1) | 13,900 (4,8) | 15,250 (6,7) | 13,300 (5,4) | 82,750 |
| 2     | Nils Dunkel              | MTV Erfurt               | TH  | 13,000 (4,7) | 14,050 (5,6)       | 13,500 (5,5) | 13,300 (4,4) | 14,200 (5,8) | 12,350 (4,7) | 80,400 |
| 3     | Andreas Toba             | Turn-Klubb zu Hannover   | NI  | 13,300 (4,9) | 13,3400 (5,7)      | 13,600 (5,8) | 14,350 (5,2) | 13,600 (5,3) | 11,950 (5,9) | 80,200 |
| 4     | Nick Klessing            | SV Halle                 | SA  | 13,500 (5,7) | 12,200 (4,4)       | 14,550 (6,1) | 14,000 (5,2) | 12,950 (5,0) | 12,700 (4,5) | 79,900 |
| 5     | Philipp Herder           | Sportclub Berlin         | BE  | 13,400 (5,7) | 13,600 (5,6)       | 13,000 (5,3) | 13,250 (5,2) | 13,600 (6,0) | 12,950 (5,3) | 79,800 |
| 6     | Glenn Trebing            | Turn-Klubb zu Hannover   | NI  | 12,650 (5,4) | 12,350 (6,1)       | 12,950 (5,0) | 13,800 (4,8) | 14,150 (5,5) | 12,000 (4,6) | 77,900 |
| 7     | Carlo Hörr               | TSV Schmiden             | SW  | 12,950 (5,5) | 11,850 (5,4)       | 12,700 (4,8) | 13,500 (4,8) | 13,300 (5,2) | 13,400 (5,4) | 77,700 |
| 8     | Nils Matache             | Sportclub Berlin         | BE  | 12,850 (5,0) | 12,850 (5,1)       | 12,400 (4,4) | 13,900 (4,8) | 11,650 (5,1) | 13,100 (4,6) | 76,750 |
| 9     | Ivan Rittschik           | KTV Chemnitz             | SC  | 12,750 (5,4) | 12,800 (5,6)       | 11,650 (3,5) | 13,000 (4,0) | 13,450 (5,6) | 13,100 (5,5) | 76,750 |
| 10    | Leonard Prügel           | SC Cottbus Turnen        | BB  | 13,450 (5,6) | 13,100 (5,0)       | 11,950 (4,7) | 13,250 (5,2) | 13,450 (4,8) | 11,200 (5,2) | 76,400 |
| 11    | Fabian Lotz              | TSG Niedergirmes         | HE  | 11,900 (3,9) | 13,100 (5,2)       | 12,050 (4,2) | 13,250 (4,8) | 13,400 (5,0) | 12,150 (5,3) | 75,850 |
| 12    | Felix Remuta             | TSV Unterhaching         | BY  | 13,600 (6,2) | 11,050 (4,3)       | 11,700 (5,2) | 12,600 (5,2) | 14,000 (5,7) | 12,450 (5,1) | 75,400 |
| 13    | Andreas Bretschneider    | KTV Chemnitz             | SC  | 11,500 (4,7) | 12,550 (5,0)       | 11,550 (4,3) | 14,100 (5,2) | 12,700 (5,4) | 12,200 (5,9) | 74,600 |
| 14    | Tom Schultze             | SC Cottbus Turnen        | BB  | 13,550 (5,2) | 11,000 (4,2)       | 13,600 (5,1) | 14,050 (5,2) | 10,750 (3,9) | 11,600 (4,2) | 74,550 |
| 15    | Alexander Maier          | MTV Stuttgart            | SW  | 11,900 (5,1) | 12,000 (4,1)       | 12,450 (5,0) | 13,750 (4,8) | 11,900 (4,9) | 12,250 (4,7) | 74,250 |
| 16    | Alexander Kunz           | TSV Pfuhl                | BY  | 12,900 (5,6) | 11,950 (4,6)       | 12,400 (4,4) | 13,400 (4,8) | 11,000 (4,5) | 11,450 (4,4) | 73,100 |
| 17    | Willi Leonhard Binder    | SC Cottbus Turnen        | BB  | 12,200 (4,6) | 11,350 (4,5)       | 13,000 (4,1) | 13,750 (4,3) | 11,550 (4,3) | 10,500 (4,4) | 72,350 |
| 18    | Valentin Zapf            | TSV Unterföhring         | BY  | 13,000 (5,0) | 9,700 (4,7)        | 11,300 (3,9) | 13,950 (4,8) | 11,000 (5,3) | 13,150 (5,0) | 72,200 |
| 19    | Linus Mikschl            | TSV Pfuhl                | BY  | 11,450 (4,0) | 12,550 (4,5)       | 12,200 (3,8) | 12,800 (4,0) | 11,350 (3,5) | 11,450 (3,9) | 71,800 |
| 20    | Florian Reindl           | TSV Pfuhl                | BY  | 13,350 (5,1) | 9,550 (2,2)        | 11,050 (3,9) | 13,600 (4,8) | 11,500 (2,6) | 12,050 (3,7) | 71,100 |
| 21    | Marvin Rauprich          | TV Bischweier            | BA  | 13,000 (4,8) | 10,400 (4,0)       | 11,250 (3,7) | 13,400 (4,8) | 10,900 (3,9) | 11,400 (3,9) | 70,350 |
| 22    | Niklas Patrick Neuhäusel | Eintracht Frankfurt      | HE  | 10,400 (5,2) | 12,450 (4,7)       | 11,050 (4,7) | 13,000 (4,0) | 12,550 (4,4) | 10,750 (4,6) | 70,200 |
| 23    | Andreas Jurzo            | TG Friesen Klafeld       | WE  | 11,450 (5,1) | 10,850 (3,3)       | 11,300 (3,2) | 12,450 (5,2) | 12,300 (3,6) | 11,800 (3,7) | 70,150 |
| 24    | Sascha Wilhelm           | TSV Monheim              | BY  | 11,200 (4,7) | 11,250 (3,8)       | 11,000 (3,7) | 13,000 (4,0) | 12,450 (3,8) | 11,100 (3,4) | 70,000 |
| 25    | Marcus Bay               | VfL Kirchheim unter Teck | SW  | 10,100 (4,7) | 11,450 (4,0)       | 11,500 (4,0) | 12,900 (4,8) | 12,050 (3,9) | 11,000 (3,3) | 69,000 |
| 26    | Lovis Spieß              | SpVgg Renningen          | SW  | 12,500 (4,3) | 9,750 (3,1)        | 10,750 (2,7) | 12,900 (4,0) | 12,150 (3,0) | 10,500 (2,6) | 68,550 |
| 27    | Magnus Teschner          | MTV Ludwigsburg          | SW  | 11,000 (4,4) | 10,100 (3,6)       | 10,250 (3,6) | 12,800 (4,0) | 11,650 (3,1) | 10,950 (2,8) | 66,750 |
| 28    | Adrian Müller            | MTV Ludwigsburg          | SW  | 10,900 (3,8) | 10,850 (3,5)       | 10,750 (3,2) | 12,450 (4,0) | 11,500 (3,2) | 10,300 (2,6) | 66,750 |
| 29    | Yasin El Azzazy          | SGV Murr                 | SW  | 10,200 (5,0) | 10,200 (2,4)       | 10,250 (3,4) | 13,250 (4,8) | 10,950 (3,2) | 10,900 (3,1) | 65,750 |
| 30    | Daniel Schwed            | Sportclub Berlin         | BE  | 0,000 (0,0)  | 12,850 (5,2)       | 0,000 (0,0)  | 0,000 (0,0)  | 0,000 (0,0)  | 0,000 (0,0)  | 12,850 |

### Boden
| Platz | Name           | Verein            | LTV | Wertung (SG) | Punktkorrektur | Punkte |
| ----- | -------------- | ----------------- | --- | ------------ | -------------- | ------ |
| 1     | Lukas Dauser   | TSV Unterhaching  | BY  | 8,233 (5,6)  | 0,0            | 13,833 |
| 2     | Tom Schultze   | SC Cottbus Turnen | BB  | 8,400 (5,2)  | 0,0            | 13,600 |
| 3     | Leonard Prügel | SC Cottbus Turnen | BB  | 7,966 (5,6)  | 0,0            | 13,566 |
| 4     | Nick Klessing  | SV Halle          | SA  | 7,566 (5,8)  | 0,0            | 13,366 |
| 5     | Philipp Herder | Sportclub Berlin  | BE  | 7,066 (5,6)  | 0,0            | 12,666 |
| 6     | Felix Remuta   | TSV Unterhaching  | BY  | 6,966 (5,6)  | 0,0            | 12,566 |

### Pauschenpferd
| Platz | Name           | Verein                 | LTV | Wertung (SG) | Punktkorrektur | Punkte |
| ----- | -------------- | ---------------------- | --- | ------------ | -------------- | ------ |
| 1     | Nils Dunkel    | MTV Erfurt             | TH  | 8,800 (5,7)  | 0,0            | 14,500 |
| 2     | Lukas Dauser   | TSV Unterhaching       | SL  | 7,300 (5,7)  | 0,0            | 13,833 |
| 3     | Andreas Toba   | Turn-Klubb zu Hannover | NI  | 7,800 (5,7)  | 0,0            | 13,500 |
| 4     | Fabian Lotz    | TSG Niedergirmes       | HE  | 7,700 (5,2)  | 0,0            | 12,900 |
| 5     | Leonard Prügel | SC Cottbus Turnen      | BB  | 7,866 (5,0)  | 0,0            | 12,866 |
| 6     | Philipp Herder | Sportclub Berlin       | BE  | 6,633 (5,5)  | 0,0            | 12,133 |

### Ringe
| Platz | Name           | Verein                 | LTV | Wertung (SG) | Punktkorrektur | Punkte |
| ----- | -------------- | ---------------------- | --- | ------------ | -------------- | ------ |
| 1     | Nick Klessing  | SV Halle               | SA  | 8,600 (6,1)  | 0,0            | 14,700 |
| 2     | Andreas Toba   | Turn-Klubb zu Hannover | NI  | 8,066 (5,8)  | 0,0            | 13,866 |
| 3     | Nils Dunkel    | MTV Erfurt             | TH  | 8,266 (5,5)  | 0,0            | 13,766 |
| 4     | Tom Schutze    | SC Cottbus Turnen      | BB  | 8,200 (5,1)  | 0,0            | 13,300 |
| 5     | Willi Leonhard | SC Cottbus Turnen      | BB  | 8,533 (4,1)  | 0,0            | 12,633 |
| 6     | Philipp Herder | Sportclub Berlin       | BE  | 7,166 (5,2)  | 0,0            | 12,366 |

### Sprung
| Platz | Name           | Verein            | LTV | 1. Sprung (SG) | 2. Sprung (SG) | Wertung | Punktkorrektur | Punkte |
| ----- | -------------- | ----------------- | --- | -------------- | -------------- | ------- | -------------- | ------ |
| 1     | Leonard Prügel | SC Cottbus Turnen | BB  | 9,133 (5,2)    |                | 14,333  | 0,0            | 13,866 |
| 1     | Leonard Prügel | SC Cottbus Turnen | BB  |                | 9,400 (4,0)    | 13,400  | 0,0            | 13,866 |
| 2     | Felix Remuta   | TSV Unterhaching  | BY  | 9,100 (5,2)    |                | 14,300  | 0,0            | 13,750 |
| 2     | Felix Remuta   | TSV Unterhaching  | BY  |                | 8,500 (5,2)    | 13,200  | −0,1           | 13,750 |
| 3     | Nick Klessing  | SV Halle          | SA  | 8,533 (5,2)    |                | 13,733  | 0,0            | 13,716 |
| 3     | Nick Klessing  | SV Halle          | SA  |                | 8,900 (4,8)    | 13,700  | 0,0            | 13,716 |
| 4     | Tom Schultze   | SC Cottbus Turnen | BB  | 8,933 (5,2)    |                | 14,133  | 0,0            | 13,466 |
| 4     | Tom Schultze   | SC Cottbus Turnen | BB  |                | 7,900 (5,2)    | 12,800  | −0,3           | 13,466 |
| 5     | Florian Reindl | TSV Pfuhl         | BY  | 8,600 (4,8)    |                | 13,400  | 0,0            | 13,383 |
| 5     | Florian Reindl | TSV Pfuhl         | BY  |                | 8,966 (4,4)    | 13,365  | 0,0            | 13,383 |
| 6     | Alexander Kunz | TSV Pfuhl         | BY  | 7,833 (5,2)    |                | 12,933  | −0,1           | 13,383 |
| 6     | Alexander Kunz | TSV Pfuhl         | BY  |                | 9,033 (4,8)    | 13,833  | 0,0            | 13,383 |

### Barren
| Platz | Name           | Verein                | LTV | Wertung (SG) | Punktkorrektur | Punkte |
| ----- | -------------- | --------------------- | --- | ------------ | -------------- | ------ |
| 1     | Lukas Dauser   | TSV Unterhaching 1910 | BY  | 8,900 (6,8)  | 0,0            | 15,700 |
| 2     | Philipp Herder | Sportclub Berlin      | BE  | 8,500 (6,0)  | 0,0            | 14,500 |
| 3     | Glenn Trebing  | Turnklubb zu Hannover | NI  | 8,333 (5,5)  | 0,0            | 13,833 |
| 4     | Andreas Toba   | Turnklubb zu Hannover | NI  | 8,333 (5,3)  | 0,0            | 13,633 |
| 5     | Felix Remuta   | TSV Unterhaching      | BY  | 7,566 (5,7)  | 0,0            | 13,266 |
| 6     | Nils Dunkel    | MTV Erfurt            | TH  | 6,533 (5,8)  | 0,0            | 12,333 |

### Reck
| Platz | Name           | Verein           | LTV | Wertung (SG) | Punktkorrektur | Punkte |
| ----- | -------------- | ---------------- | --- | ------------ | -------------- | ------ |
| 1     | Carlo Hörr     | TSV Schmiden     | SW  | 8,700 (5,4)  | 0,0            | 14,100 |
| 2     | Lukas Dauser   | TSV Unterhaching | BY  | 8,433 (4,8)  | 0,0            | 13,633 |
| 3     | Nils Matache   | Sportclub Berlin | BE  | 7,933 (5,7)  | 0,0            | 13,233 |
| 4     | Ivan Rittschik | KTV Chemnitz     | SC  | 7,666 (5,5)  | 0,0            | 13,166 |
| 5     | Philipp Herder | Sportclub Berlin | BE  | 6,666 (5,2)  | 0,0            | 11,866 |
| 6     | Valentin Zapf  | TSV Unterföhring | BY  | 4,566 (4,6)  | 0,0            | 9,166  |

## Wettbewerbe der Damen

### Mehrkampf
| Platz | Name                     | Verein                         | LTV | Sprung (SG)  | Stufenbarren (SG) | Schwebebalken (SG) | Boden (SG)   | Punkte |
| ----- | ------------------------ | ------------------------------ | --- | ------------ | ----------------- | ------------------ | ------------ | ------ |
| 1     | Elisabeth Seitz          | MTV Stuttgart                  | SW  | 13,400 (4,6) | 14,650 (6,2)      | 12,000 (4,9)       | 13,450 (4,9) | 53,500 |
| 2     | Pauline Schäfer          | KTV Chemnitz                   | SC  | 13,400 (4,4) | 13,350 (4,9)      | 13,950 (5,6)       | 12,700 (4,6) | 53,400 |
| 3     | Sarah Voss               | TZ DSHS Köln                   | RL  | 13,650 (4,6) | 13,800 (5,5)      | 12,650 (5,2)       | 12,900 (4,7) | 53,000 |
| 4     | Kim Bui                  | MTV Stuttgart                  | SW  | 13,400 (4,6) | 13,900 (5,7)      | 12,200 (4,9)       | 13,350 (5,1) | 52,850 |
| 5     | Emelie Petz              | TSG Backnang                   | SW  | 13,850 (4,6) | 12,550 (5,2)      | 12,750 (5,0)       | 13,200 (4,9) | 52,350 |
| 6     | Emma Malewski            | TuS Chemnitz-Altendorf         | SC  | 13,200 (4,6) | 13,100 (5,1)      | 13,350 (5,4)       | 12,550 (4,8) | 52,200 |
| 7     | Lisa Zimmermann          | TuS Chemnitz-Altendorf         | SC  | 13,300 (4,6) | 12,900 (5,0)      | 11,400 (5,1)       | 12,650 (4,5) | 50,250 |
| 8     | Sophie Scheder           | TuS Chemnitz-Altendorf         | SC  | 12,800 (4,0) | 12,650 (5,2)      | 12,500 (4,9)       | 12,150 (4,3) | 50,100 |
| 9     | Carina Kröll             | TSV Berkheim                   | SW  | 12,350 (4,0) | 12,100 (4,4)      | 12,800 (4,7)       | 12,500 (4,5) | 49,750 |
| 10    | Lara Marie Hinsberger    | TV Lebach                      | SL  | 12,950 (4,6) | 12,500 (4,5)      | 11,150 (4,8)       | 12,650 (4,6) | 49,250 |
| 11    | Aiyu Zhu                 | TZ DSHS Köln                   | RL  | 13,250 (4,6) | 11,150 (4,3)      | 12,300 (4,4)       | 12,500 (4,6) | 49,200 |
| 12    | Kim Ruoff                | TS NeckarGym Nürtingen         | SW  | 12,750 (4,2) | 11,550 (4,3)      | 11,050 (4,5)       | 12,600 (4,5) | 47,950 |
| 13    | Kim Ruoff                | Turnschule NeckarGym Nürtingen | SW  | 13,400 (4,6) | 12,600 (4,6)      | 9,300 (4,8)        | 12,300 (4,9) | 47,600 |
| 14    | Michelle Kunz            | Troisdorfer TV                 | RL  | 12,050 (4,6) | 12,40 (4,8)       | 11,600 (4,6)       | 11,650 (4,3) | 47,700 |
| 15    | Karina Schönmaier        | Blau-Weiß Buchholz             | NI  | 12,800 (4,4) | 11,750 (4,5)      | 10,450 (3,9)       | 12,500 (4,6) | 47,500 |
| 16    | Jessica Schlegel         | TuG Leipzig                    | SC  | 12,400 (4,4) | 10,150 (3,6)      | 12,250 (5,1)       | 11,500 (4,5) | 46,300 |
| 17    | Mia Neumann              | Dresdner SC                    | SC  | 12,300 (4,0) | 11,350 (4,2)      | 10,800 (4,4)       | 10,850 (4,3) | 45,300 |
| 18    | Teresa Frank             | TZ DSHS Köln                   | RL  | 11,750 (3,5) | 10,050 (2,5)      | 11,150 (4,8)       | 11,700 (4,2) | 44,650 |
| 19    | Natalie Wolfgang         | SSV Ulm                        | SW  | 11,850 (3,7) | 10,750 (4,4)      | 10,200 (4,1)       | 11,550 (4,3) | 44,350 |
| 20    | Franziska Roeder         | VfL Eintracht Hannover         | NI  | 12,000 (3,7) | 10,500 (4,1)      | 9,950 (3,6)        | 11,550 (4,0) | 44,000 |
| 21    | Alicia Helm              | Sportclub Berlin               | BE  | 12,050 (4,0) | 10,750 (4,3)      | 9,700 (4,6)        | 11,100 (4,3) | 43,600 |
| 22    | Rebecca Koschny          | Sportclub Berlin               | BY  | 12,000 (4,0) | 11,350 (4,4)      | 8,850 (4,3)        | 11,200 (3,9) | 43,400 |
| 23    | Laurana Schachtschneider | TSG Wellerode                  | He  | 12,450 (4,0) | 9,550 (3,0)       | 9,600 (3,6)        | 11,700 (4,1) | 43,300 |
| 24    | Finja Säfken             | VfL Eintracht Hannover         | NI  | 12,400 (4,2) | 10,150 (3,7)      | 8,950 (3,6)        | 11,750 (4,1) | 43,250 |
| 25    | Elisabeth Wagner         | TZ DSHS Köln                   | RL  | 11,150 (3,7) | 11,650 (3,8)      | 9,050 (3,4)        | 11,300 (4,2) | 43,150 |

### Sprung
| Platz | Name              | Verein                 | LTV | 1. Sprung (SG) | 2. Sprung (SG) | Wertung | Punktkorrektur | Punkte |
| ----- | ----------------- | ---------------------- | --- | -------------- | -------------- | ------- | -------------- | ------ |
| 1     | Sarah Voss        | TZ DSHS Köln           | RL  | 9,200 (4,6)    |                | 13,800  | 0,0            | 13,683 |
| 1     | Sarah Voss        | TZ DSHS Köln           | RL  |                | 8,966 (4,6)    | 13,566  | 0,0            | 13,683 |
| 2     | Lisa Zimmermann   | TuS Chemnitz-Altendorf | SC  | 8,933 (4,6)    |                | 13,533  | 0,0            | 13,399 |
| 2     | Lisa Zimmermann   | TuS Chemnitz-Altendorf | SC  |                | 8,566 (4,8)    | 13,266  | −0,1           | 13,399 |
| 3     | Karina Schönmaier | Blau-Weiss Buchholz    | NI  | 8,700 (4,4)    |                | 13,100  | 0,0            | 12,750 |
| 3     | Karina Schönmaier | Blau-Weiss Buchholz    | NI  |                | 8,700 (3,7)    | 12,400  | 0,0            | 12,750 |
| 4     | Jessica Schlegel  | TuG Leipzig            | SC  | 8,266 (4,4)    |                | 12,666  | 0,0            | 12,466 |
| 4     | Jessica Schlegel  | TuG Leipzig            | SC  |                | 8,566 (3,7)    | 12,266  | 0,0            | 12,466 |
| 5     | Rebecca Koschny   | Sportclub Berlin       | BE  | 8,200 (4,0)    |                | 12,100  | −0,1           | 12,300 |
| 5     | Rebecca Koschny   | Sportclub Berlin       | BE  |                | 8,300 (4,2)    | 12,500  | 0,0            | 12,300 |

### Stufenbarren
| Platz | Name            | Verein                 | LTV | Wertung (SG) | Punktkorrektur | Punkte |
| ----- | --------------- | ---------------------- | --- | ------------ | -------------- | ------ |
| 1     | Kim Bui         | MTV Stuttgart          | SW  | 8,366 (5,9)  | 0,0            | 14,266 |
| 2     | Elisabeth Seitz | MTV Stuttgart          | SW  | 7,933 (6,1)  | 0,0            | 14,033 |
| 3     | Sophie Scheder  | TuS Chemnitz-Altendorf | SC  | 8,033 (5,3)  | 0,0            | 13,333 |
| 4     | Lisa Zimmermann | TuS Chemnitz-Altendorf | SC  | 8,033 (5,1)  | 0,0            | 13,133 |
| 5     | Emma Malewski   | TuS Chemnitz-Altendorf | SC  | 7,600 (5,1)  | 0,0            | 12,700 |
| 6     | Sarah Voss      | TZ DSHS Köln           | RL  | 5,933 (4,9)  | 0,0            | 10,833 |

### Schwebebalken
| Platz | Name             | Verein                 | LTV | Wertung (SG) | Punktkorrektur | Punkte |
| ----- | ---------------- | ---------------------- | --- | ------------ | -------------- | ------ |
| 1     | Sarah Voss       | TZ DSHS Köln           | RL  | 8,366 (5,3)  | 0,0            | 13,666 |
| 2     | Carina Kröll     | TSV Berkheim           | SW  | 8,400 (4,5)  | 0,0            | 12,900 |
| 3     | Emma Malewski    | TuS Chemnitz-Altendorf | SC  | 7,000 (5,3)  | 0,0            | 12,300 |
| 4     | Sophie Scheder   | TuS Chemnitz-Altendorf | SC  | 7,300 (4,4)  | 0,0            | 11,700 |
| 5     | Aiyu Zhu         | TZ DSHS Köln           | RL  | 6,866 (4,7)  | 0,0            | 11,566 |
| 6     | Jessica Schlegel | TuG Leipzig            | SC  | 6,266 (4,8)  | 0,0            | 11,066 |

### Boden
| Platz | Name                  | Verein                 | LTV | Wertung (SG) | Punktkorrektur | Punkte |
| ----- | --------------------- | ---------------------- | --- | ------------ | -------------- | ------ |
| 1     | Lisa Zimmermann       | TuS Chemnitz-Altendorf | SC  | 8,133 (4,8)  | 0,0            | 12,933 |
| 2     | Sarah Voss            | TZ DSHS Köln           | RL  | 8,266 (4,9)  | −0,4           | 12,766 |
| 3     | Kim Ruoff             | TS NeckarGym Nürtingen | SW  | 8,200 (4,5)  | 0,0            | 12,700 |
| 4     | Emma Malewski         | TuS Chemnitz-Altendorf | SC  | 7,866 (4,7)  | −0,1 (+0,1)    | 12,566 |
| 5     | Carina Kröll          | TSV Berkheim           | SW  | 8,200 (4,3)  | 0,0            | 12,500 |
| 6     | Lara Marie Hinsberger | TV Lebach              | SL  | 7,733 (4,4)  | −0,1           | 12,033 |